# Церово (област Пазарджик)
Вижте пояснителната страница за други значения на Церово.
Церово е село в Южна България. То се намира в община Лесичово, Пазарджишка област.

## География
През XVII и XVIII век селището е разположено на 4 – 5 километра в югоизточна посока от днешното Церово – т.е. в сегашното землище на село Славовица. В познатите исторически източници не се споменава точната година на преселване.
Днешното село Церово се намира в подножието на най-източните гънки на Ихтиманска Средна гора. На север граничи с река Тополница, на запад с „Любнишкото дере“ и връх Бенковски. На юг граничи със землището на Славовица и автомагистрала „Тракия“. На изток граничи с микроязовир „Слатина“.

### Водни ресурси
В непосредствена близост до селото се намират три микроязовира, две реки и множество потоци (пресъхващи през лятния сезон).
- Микроязовири: „Стубела“, „Слатина“ и „Церовският язовир“.
- Реки: Тополница и „Яворица“.
- Потоци: „Любнишкото дере“, „Пеневото дере“, „Сухото дере“ и други.

## История
Първите сведения за съществуването на село Церово (в близост до Татар Пазарджик, дн. Пазарджик) датират от края на XVI век. Селището е споменато като „Старо Церово“ – понятие, което е останало през вековете в паметта на местното население. Краеведът Стефан Захариев в своето „Описание на Татар-пазарджишката кааза“ от 1870 г. споменава, че при строежа на нова църковна сграда през 60-те години на XIX в. са открити колесници от времето на Александър Македонски, няколко златни монети и други ценни предмети.
Населението на село Церово се включва активно в подготовката и провеждането на Априлското въстание в IV революционен окръг. В селото е съществувал революционен комитет още от началото на 70-те години на XIX в., оглавяван от няколко по-видни селски първенци и търговци.

## Население и религии
Преобладаващо е българското население.
Населението на Церово е предимно източноправославно. Има и петдесетници и евангелисти (още от 1884/1885 г.). Конгрешанската църковна община е част от Съюза на евангелските съборни църкви.
Преди Втората световна война е имало и един дъновист (от Гумнеровия род), който бил и единственият церовец-масон. Според преброяването на населението в Царство България през 1910 година, към 31 декември същата година в Церово са живели 57 помаци.

## Редовни събития
Празникът на селото се празнува през лятото, на 15 август. Всяка година през февруари се провеждат кукерски игри (т.нар. Дервишов ден). От няколко години насам, през Церово минава една от отсечките на ежегодните ралита „България“ и „Траянови врата“.

## Културни забележителности
Строежът на читалищната сграда в Церово започва през 50-те години на ХХ в. Откриването ѝ става през 1961 г.. Сред традиционните празници на Церово спадат „Дервишов ден“, „Бабинден“ и др.
На 9 км западно от с. Церово в местността Сухото дере се намира крепостта Любнишко кале или Любнишко градище, която вероятно е била част от охраняващите съоръжения на пътя Виа Милитарис още от римско време.

### Фолклор
Към читалището на село Церово „Георги Бенковски-1900“ е имало добре уреден и функциониращ самодеен състав. Същият е носител на няколко отличия и грамоти през 70-те и 80-те години на ХХ век.

### Народен език
Характерни изрази:
-„Ба“, „орище“ (център), „лебеница“ (диня), „пипон“ (пъпеш), „връа“ (връх), „оти“, „зящо“, „Ей, олан бе“, „Я па тоя“, „таа-оная“, „ляб“, „дреи“, „дяца“, „каща“, „барабои“ (картофи), „оливия“ (олио), „оди“, „маани се оттука“, „стръшел“, „кикюн“ (тютюн), „мандръсам“ (поклащам), „барам“ (пипам), „чиряша“ (череша), „чучка“ (възглавница), „соба“ (стая), „зимник“ (мазе), „басамаци“ (стълби), „капия“ (врата).

## Образование
- Основно училище „Христо Ботев“, с. Церово, Пазарджишко. Настоящата сграда на училището е построена с доброволен труд и материали от самите жители на селото през 1922 – 1924 г.

## Транспорт
- Автобусни линии до Церово.

## Други
- Спорт: Футболен тим „Спартак“